# Rob Mutsaerts
Robertus (Rob) Gerardus Leonia Maria Mutsaerts (ur. 22 maja 1958 w Tilburgu) – holenderski duchowny rzymskokatolicki, biskup pomocniczy 's-Hertogenbosch od 2010.

## Życiorys
Święcenia kapłańskie otrzymał 5 czerwca 1993 i został inkardynowany do diecezji 's-Hertogenbosch. Pracował głównie jako duszpasterz parafialny, był także wicerektorem seminarium oraz (od 2009) przewodniczącym kurialnej komisji ds. nominacji.
15 lipca 2010 papież Benedykt XVI mianował go biskupem pomocniczym diecezji 's-Hertogenbosch, ze stolicą tytularną Uccula. Sakry biskupiej udzielił mu bp Antoon Hurkmans.